# Arachne
Arachne è un programma informatico per internet funzionante a schermo intero che contiene un browser web grafico, un client email e un dialer. Funziona primariamente sui sistemi operativi DOS come MS-DOS e PC-DOS, i loro cloni come FreeDOS e i loro emulatori, ma include alcune versioni preliminari destinate a GNU/Linux. Venne creato originariamente da Michael Polak (sotto l'etichetta xChaos software, in seguito rinominata Arachne Labs), ed è stato scritto in linguaggio C e compilato utilizzando Borland C++ 3.1; in seguito ne sono stati pubblicati i file sorgente sotto licenza GPL con la dicitura Arachne GPL.

## Introduzione
Arachne è un browser leggero funzionante in ambiente DOS. A scelta si può usufruire delle modalità di navigazione grafica VESA o testuale CGA.
Dal momento che si tratta di una suite internet quasi completa, dispone anche del protocollo ftp (sia in modalità anonima che autenticata), del protocollo POP (client e-mail, sia autenticato che standard). Permette la visualizzazione di pagine HTML 4.0 perché supporta le estensioni proposte dal consorzio W3C per questo tipo di pagine ipertestuali.

## Esigenze hardware praticamente minime
Può girare in un tipico personal computer dei primi anni novanta, dotato di elaboratore 386sx con 4 MB di RAM, sino alle ultime versioni con processore Pentium. La distribuzione autoespandente è così compatta che può stare in un solo floppy disk da 1,44 MB.

## Aggiornamento libero perché il suo codice sorgente è pubblicato sotto licenza GFDL
Viene aggiornato spesso da volonterosi utilizzatori perché il codice è concesso in versione open source.
Sono in fase di sviluppo le applicazioni SHTTP e JavaScript. Sono già supportati Css1, XHTML 1.0 e mime 1.0.
I formati immagine supportati sono: GIF (anche animate), JPG, BMP, PNG Portable network graphics, ed altri tramite APM esterna (per APM si intende un plug-in autoinstallante per attribuire nuove funzioni ad Arachne). Il download gratuito delle APM plug-in per arachne può eseguirsi dal sito di Andrea Fracassi.
Arachne è attualmente il browser web grafico più avanzato disponibile per l'ambiente DOS, dal momento che supporta molti formati di file, protocolli e standard. È anche capace di cambiare risoluzione tra il sistema a colori CGA 640x200, a due colori ed il VESA 1024x768, con un maggior numero di colori. Arachne è specializzato per i vecchi sistemi DOS che non hanno installato alcun sistema di creazione di finestre secondarie per l'esecuzione di programmi e subroutine.
Arachne contiene un subset di routine per HTML 4.0 e i CSS 1.0, includendo il completo supporto a tabelle e frames. Arachne può gestire i pochi ma basilari protocolli FTP, NNTP per i forum di Usenet, la chat IRC, POP3, e SMTP, anche autenticato. Arachne include una suite di connessione TCP/IP completa, che supporta alcune connessioni via ethernet oppure con il dial-up(e possibile anche l'uso con ADSL usando appositi drivers). Eppure, al giorno d'oggi Arachne non supporta JavaScript e SSL sebbene attualmente siano in fase di implementazione.
È stato pubblicato un APM plug-in per il servizio RSS. La nuova release comprenderà il salvataggio files anche in formato. MHT (nativo di Internet Explorer).
Arachne è anche in grado di lavorare in WIFI sia con configurazione static IP che con modalità DHCP o BOOTP con schede PCMCIA (orinoco) o PCI.

## Disponibili plug-in per la visione di DivX, PDF ed ascolto di MP3
Arachne può essere espanso con l'utilizzo di accessori per funzionalità come la visione di film in DivX, l'ascolto di file MP3 e la visione di documenti PDF.
La prima versione di Arachne ufficialmente riconosciuta era la 1.0 Beta 2 che venne pubblicata il 2 dicembre del 1996. L'ultima versione officiale di Arachne Labs era la 1.70R3, destinata al DOS (del 22 gennaio 2001) e la 1.66 beta per GNU/Linux (del 20 luglio 2000). Comunque la versione GPL per DOS ancora viene sviluppata, e la sua ultima versione stabile, 1.97 è stata pubblicata il 4 marzo 2013. L'ultima versione destinata a GNU/Linux è la 1.95 del 9 marzo 2010.